# Laxminiwas
Laxminiwas (nep. लक्ष्मीनिवास) – gaun wikas samiti w środkowej części Nepalu w strefie Dźanakpur w dystrykcie Dhanusa. Według nepalskiego spisu powszechnego z 2011 roku liczył on 603 gospodarstwa domowe i 3617 mieszkańców (1725 kobiet i 1892 mężczyzn).